# Marie Piton
Marie Piton (née Marie-Aimée Piton) est une actrice et auteur dramatique française.

## Biographie
Après une enfance à Bordeaux, Marie Piton monte à Paris et suit les cours de théâtre de Jean Périmony en 1986-1988.

## Théâtre

### Comédienne
- 1995 : La Veuve rusée de Carlo Goldoni, mise en scène de Roger Louret
- 1995 : Les Années Twist spectacle musical, mise en scène de Roger Louret
- 1996 : Andromaque de Jean Racine, mise en scène Roger Louret
- 1996 : Faisons un rêve de Sacha Guitry, mise en scène de Nicolas Briançon
- 1998 : Jacques et son maître de Milan Kundera, mise en scène de Nicolas Briançon
- 2001 : Le Triomphe de l'amour de Marivaux, mise en scène Jean-Paul Tribout[1]
- 2001 : Futur conditionnel de Xavier Daugreilh, mise en scène de Nicolas Briançon
- 2002 : Le Menteur de Pierre Corneille, mise en scène de Nicolas Briançon
- 2003 : Au bord du lit de Guy de Maupassant, mise en scène de Jean-Louis Bihoreau
- 2004 : L'Emmerdeur de Francis Veber, mise en scène par l'auteur
- 2005 : Les riches reprennent confiance de Louis-Charles Sirjacq, mise en scène d'Étienne Bierry
- 2008 : La Véranda de Cyril Gely et Éric Rouquette, mise en scène de Francis Perrin
- 2009 : Il est passé par ici… de Marc Fayet, mise en scène de José Paul
- 2010 : La méthode Grönholm de Jordi Galceran, mise en scène de Thierry Lavat
- 2011 : Bistrot ! de Marie Piton et Sylvie Audcoeur, mise ne scène d'Anne Bourgeois
- 2014 : Des gens intelligents de Marc Fayet, mise en scène de José Paul
- 2019 : 2 euros 20 de Marc Fayet, mise en scène José Paul

### Autrice
- Bistro coécrit avec Sylvie Audcoeur, théâtre de L'Œuvre
- Le chemin des loups, Production Une musique
- Le soldat et la poupée, Production Une musique
- Marine, Production Sony musique
- Vacances, France inter. (Nuits blanches)

## Filmographie

### Télévision
- 1990 : Tribunal : Épisode 191 : Tenue de travail : Béatrice Guillemin
- 1992 : Salut les Musclés de Jean-Luc Azoulay : Épisode 149 : Le baiser de minuit : Mademoiselle Élodie
- 2001 : L'Oiseau rare de Didier Albert : Marie
- 2004 : Père et Maire, épisode 7 : Faillite personnelle réalisé par Marion Sarrault : Madame Vignal
- 2005 : Désiré Landru de Pierre Boutron :  la femme du tribunal
- 2007 : Bac +70 de Laurent Lévy : La libraire
- 2010 : Camping Paradis, saison 2, épisode 2 : Mamans en grève : Séverine Martin
- 2010 : La Belle Endormie de Catherine Breillat
- 2013 : Famille d'accueil, saison 11, épisode 7 : Le choix de Justine : Valérie
- 2013 : Le président normal, ses femmes et moi de Bernard Uzan
- 2013 : Camping Paradis, saison 4, épisode 6 : La nuit des étoiles : Séverine
- 2014 : Couleur locale de Coline Serreau : Catherine Verlomme
- 2016 : Instinct, épisode Le Secret de Julia, réalisé par Marwen Abdallah : Adeline Foucault
- 2016-2017 :  Section de recherches : la Procureure
- 2017 : Joséphine, ange gardien : l'assistante sociale
- 2025 : Plus belle la vie, encore plus belle : Véronique Carteron (saison 2)

### Cinéma
- 1991 : La Neige et le Feu de Claude Pinoteau
- 1991 : Ticket d'amour tarif étudiant de Jean-Paul Vuillin
- 2003 : Sept ans de mariage de Didier Bourdon
- 2005 : Sauf le respect que je vous dois de Fabienne Godet